# Ливорно-Феррарис
Ливорно-Феррарис (итал. Livorno Ferraris) — коммуна в Италии, располагается в регионе Пьемонт, в провинции Верчелли.
Население составляет 4524 человека (2008 г.), плотность населения составляет 78 чел./км². Занимает площадь 58 км². Почтовый индекс — 13046. Телефонный код — 0161.
Покровителем коммуны почитается священномученик Лаврентий, празднование 10 августа.

## Демография
Динамика населения:

## Города-побратимы
- Пон-де-Шерюи, Франция

## Администрация коммуны
- Официальный сайт: http://www.comune.livornoferraris.vc.it/